# Stadt und Land (polka)
Stadt und Land, op. 322, är en polkamazurka av Johann Strauss den yngre. Den framfördes första gången den 19 januari 1868 i Blumensaal i Wien.

## Historia
I augusti och september 1867 avlade Johann Strauss, tillsammans med sin fru Jetty, sitt enda besök i Storbritannien. Han hade anlitats för att framföra sina danskompositioner vid promenadkonserterna i Royal Italian Opera House, Covent Garden. Denna gästföreställning blev en fantastisk, personlig framgång för Johann och hans musik: efter den sista konserten skrev han entusiastiskt i sin dagbok: "Den vackraste konserten i mitt liv!". Dagarna i London var också en aktuell och nostalgisk upplevelse för Jetty: när hon dök upp på podiet bredvid sin man och framförde sina sånger, mindes publiken med stor tillgivenhet den extremt framgångsrika debuten av konsertsångare Jetty Treffz i London 1849. Den gången hade hon rest tillsammans med Johann Strauss den äldre och hyllats med stora applåder. Tack vare trogna vänners omsorg kunde paret Strauss flytta in i ett hus på landsbygden i utkanten av London, snarare än att bo inne i huvudstaden. Johann Strauss blev så förtjust i den lantliga livsstilen, byggnaderna och dess omgivningar att han vid hemkomsten till Wien omedelbart köpte en villa i förorten Hietzing mitt emot slottet Schönbrunns botaniska trädgård. Den 19 oktober skrev Jetty till en väninna: "Johann har köpt ett litet hus, så verkligen trevligt och bekvämt att vi inbillar oss att vi bor i gamla kära Albion [England]". (Villan ligger fortfarande kvar på adressen Maxinggasse 18 och kallas numera för "Fledermaus-Villa" då det var där som Strauss komponerade sin världsberömda operett Die Fledermaus.)
Kontrasten mellan livet på landet och stadslivet utgör också karaktären på den polkamazurka som Strauss komponerade för en engelskinspirerad promenadkonsert som han organiserade den 12 januari 1868 i blomsterhallarna till Trädgårdssällskapets bal. Strauss hade tagit till sig av de engelska promenadkonserterna och ville att publiken både skulle kunna sitta och lyssna till musiken eller vandra omkring i bakgrunden. På grund av sjukdom fick konserten skjutas fram till den 19 januari.

## Om polkan
Speltiden är ca 4 minuter och 8 sekunder plus minus några sekunder beroende på dirigentens musikaliska tolkning.